# Shelley Gautier
Shelley Gautier (* 31. Oktober 1968 in Niagara Falls) ist eine kanadische Paracyclerin.

## Biographie

### Privates und Beruf
Shelley Gautier ist von Beruf Physiotherapeutin. 2001 hatte sie einen Unfall mit ihrem Mountainbike und erlitt schwere Kopfverletzungen. Sie lag sechs Wochen im Koma und ist seitdem halbseitig gelähmt. Ein Jahr nach ihrem Unfall begann sie wieder, mit dem Rad zu fahren. Im Jahr 2007 trainierte sie täglich 50 Kilometer.

### Sportliche Laufbahn
Shelley Gaultier startet auf einem Dreirad in der Klasse T1 und war eine der ersten Sportlerinnen in dieser Leistungsklasse. 2009 errang sie ihre erste WM-Medaille im Straßenrennen. Bei den Sommer-Paralympics 2016 in Rio de Janeiro belegte sie im Einzelzeitfahren den Bronzeplatz. Bis einschließlich 2021 wurde sie 18 Mal Weltmeisterin in Straßenrennen und Zeitfahren. Bei den Sommer-Paralympics 2020 in Tokio belegte sie Platz fünf im Straßenrennen und Platz acht im Zeitfahren.

## Ehrungen (Auswahl) und Engagement
2015 wurde Gaultier für den Laureus Award for the World Sportsperson of the Year with a Disability nominiert. 2014 und 2015 wurde sie als Female Cyclist of the Year der Ontario Cycling Association ausgezeichnet. Bei den Parapan American Games 2015 war sie eine der Fackelträger. 2015 wurde Gautier in die neugegründete Toronto Sports Hall of Honour aufgenommen. In einer Rangliste der Webseite Canadian Cycling Magazine wurde sie unter den besten zehn kanadischen Radsportlern der 2010er Jahre auf Rang fünf gesetzt.
Sie begründete die Shelley Gautier Para-Sport Foundation, um Behinderte im Sport zu unterstützen.

## Erfolge
2009
- Weltmeisterin – Straßenrennen, Einzelzeitfahren

2010
- Weltmeisterin – Straßenrennen, Einzelzeitfahren

2011
- Weltmeisterin – Straßenrennen, Einzelzeitfahren
- Parapan Am Games – Einzelzeitfahren

2013
- Weltmeisterin – Straßenrennen, Einzelzeitfahren

2014
- Weltmeisterin – Straßenrennen, Einzelzeitfahren

2015
- Weltmeisterin – Straßenrennen, Einzelzeitfahren
- Parapan Am Games – Einzelzeitfahren

2016
- Paralympics – Einzelzeitfahren

2017
- Weltmeisterin (T1) – Einzelzeitfahren, Straßenrennen

2018
- Weltmeisterin (T1) – Einzelzeitfahren, Straßenrennen

2021
- Weltmeisterin (T1) – Einzelzeitfahren, Straßenrennen

2023
- Weltmeisterschaft (T1) – Einzelzeitfahren, Straßenrennen